# Thietmar (Brandenburg)
Thietmar (auch Dietmar, Ditmar; † vor 965/68) war der erste Bischof von Brandenburg seit 948.
Seine Herkunft ist unbekannt. Thietmar wurde nur in der Gründungsurkunde des Bistums von 1. Oktober 948 genannt. Da sein Nachfolger Dodilo 965 oder 968 geweiht wurde, muss Thietmar vorher gestorben sein.